# Golden 1 Center
Golden 1 Center (denominada Sacramento Entertainment and Sports Center nos estágios de planejamento e construção) é uma arena multi-uso situada no centro de Sacramento, Califórnia. Sua capacidade é de 17,608 mil assentos, expansível para 19,000 em concertos.